# ایست پلیزنتون (کالیفرنیا)
ایست پلیزنتون (به انگلیسی: East Pleasanton) یک منطقهٔ مسکونی در ایالات متحده آمریکا است که در شهرستان آلامدا، کالیفرنیا واقع شده‌است. ایست پلیزنتون ۱۱۷٫۰۴ متر بالاتر از سطح دریا واقع شده‌است.